# Берменьев, Сергей Сергеевич
Сергей Сергеевич Берменьев (род. 8 января 1964, Москва, РСФСР, СССР) — советский и российский фотохудожник, портретист
Заслуженный деятель искусств России. Автор 11 книг, нескольких персональных выставок в России и за рубежом.

## Биография
Сергей Берменьев родился в 1964 году в Москве. После службы в армии, окончил юридический факультет Московского Государственного Университета. Уже с конца 1970-х годов в его архиве появляются портретные фотографии культовых персонажей духовной культуры. В 1987-м, ещё будучи студентом, он выполнил портрет Федерико Феллини, а тот представил его Джульетте Мазине, Ванессе Редгрейв, Габриелю Гарсиа Маркесу и другим заезжим гостям Московского кинофестиваля. Сергей Берменьев неоднократно сопровождал в качестве фотографа Мстислава Ростроповича во время его туров по России. В 1990-х выставки Сергея Берменьева устраивались в иностранных посольствах. Сергей Берменьев — обладатель награды «Золотой глаз России», которая была присуждена ему в 2001 году за серию фотографий «Главные люди мира». С 2002 года Сергей Берменьев являлся официальным фотографом Генерального секретаря ООН Кофи Аннана. В 2004 году получил в Московском доме фотографии одну из главных премий конкурса «Серебряная камера».

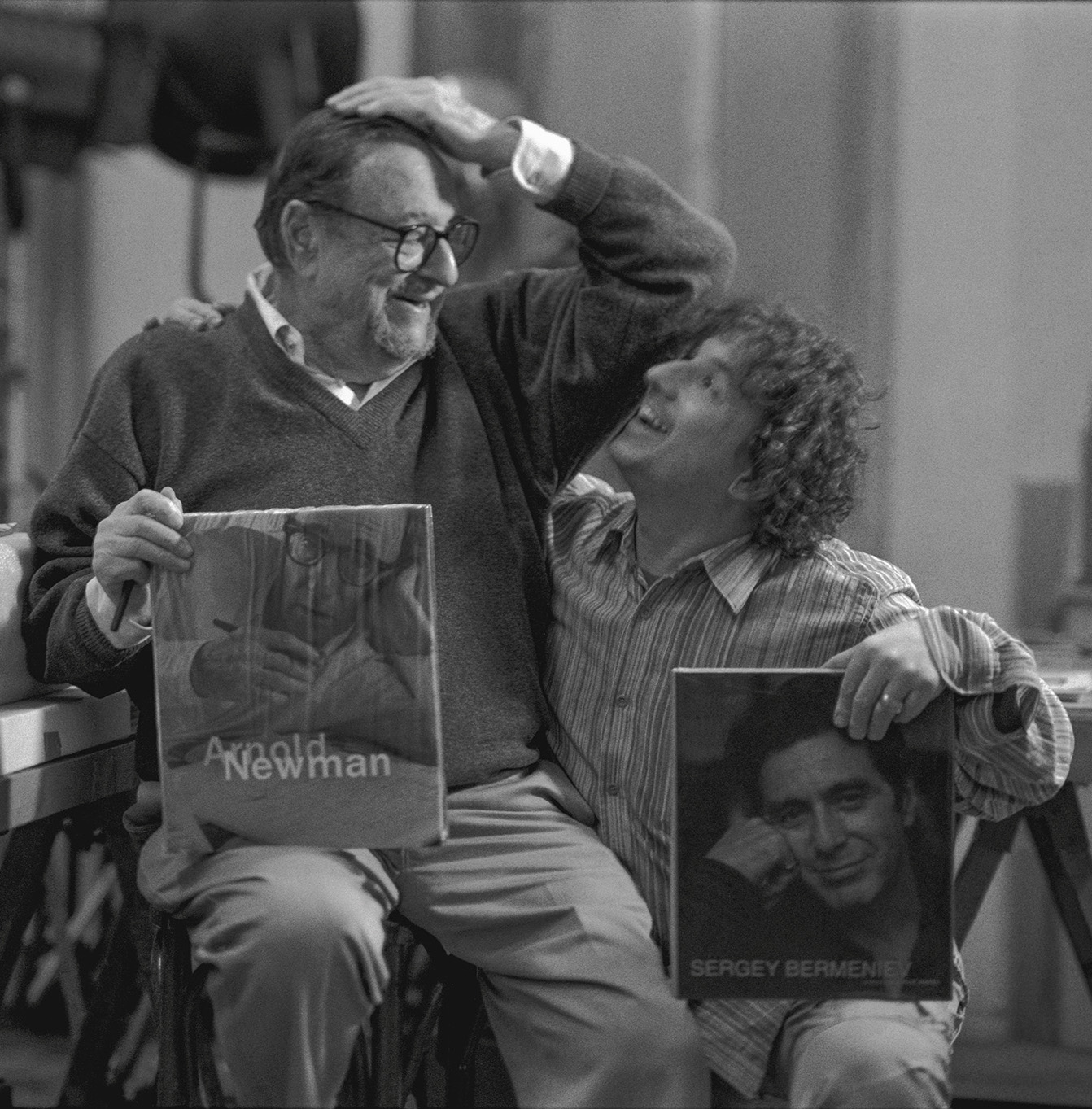
В мастерской с Арнольдом Ньюманом. Март 2006 год

В 1991 году Исаак Стерн познакомил Сергея с известным мировым фотографом-портретистом Арнольдом Ньюманом. Длительная дружба и совместное творчество с ним дало Сергею Берменьеву импульс к классическому портретированию на пленку, в то время как цифровая фотография уже стала основным инструментом фотохудожников.
Сергею Берменьеву позировали первые лица государств и лауреаты Нобелевской премии, актёры и режиссёры, писатели и музыканты, художники и скульпторы: Мериил Стрип и Квентин Тарантино, Френсис Форд Кополла и Джек Николсон, Ричард Гир и Лора Буш, Лайза Минелли и Тина Тёрнер, Аль Пачино и Роберт Де Ниро, Хулио Иглессиас и Мирей Матье, Дэвид Боуи и Лучано Паваротти, Исаак (Айзек) Стерн и Иосиф Бродский, Эли Визел и Эдвард Радзинский, Диззи Гиллеспи и Евгений Кисин, Майя Плисецкая и Владимир Войнович, Габриель Гарсия Маркес и Оливер Стоун, Джульетта Мазина и Федерико Феллини — полный список насчитывает более 250 имен звезд первой величины.
Квентин Тарантино просил Сергея Берментева сфотографировать его на фоне могилы Бориса Пастернака Архивная копия от 18 февраля 2019 на Wayback Machine

## Творчество
Первой портретной работой в 1984 году стала фотосессия с Еленой Гоголевой. Далее последовала работа над серией фотографий актёров Российских театров.
1986 г. — В российских, французских, итальянских журналах выходят фотографии итальянских и французских звезд — Кэти Смит, актёра/певца Криса Кристоферсона.
1987 г. — На выставке «Man, Humanity and Mankind» представлены фотографии Сюзан Эйзенхауэр, Уильяма Робертса и Карлоса Сантана. В том же году освещает 15-й ежегодный Московский Кинофестиваль как независимый фотограф.
1988 г. — Сергей Берменьев сопровождает Диззи Гилеспи в России. Серия снимков Диззи Гилеспи опубликована в различных журналах.
1989 г. — Во время гастролей итальянского тенора Лучианно Паваротти Сергей создает серию снимков великого тенора, которые вошли в автобиографическую книгу певца «Life with Luciano». В том же году делает портреты невропатолога, доктора медицинских наук, профессора, академика РАМН и РАО Бадаляна Левона Оганесовича и советского хирурга-ортопеда, доктора медицинских наук, профессора, академика РАН Гавриила Абрамовича Илизарова.
1991 г. Приглашен Айзеком Стерном и компанией Sony Music официальным фотографом в концертный тур, который проходил зимой 1991 года в Москве и Санкт Петербурге. Во время этого тура был записан и выпущен в Нью-Йорке компакт диск — «Brahms Sonatas For piano and violin. Efim Bronfman Isaak Stern» c иллюстрациями на обложке, выполненной Сергеем Берменьевым.
1992 г. — По приглашению Айзека Стерна приезжает в США на празднование юбилея французского флейтиста Жан Пьера Рампаля на гала-концерт в Айвери Фишер Холле, организованный Мстиславом Ростроповичем, Жаклин Кенеди и Айзеком Стерном, в качестве официального фотографа. Фотографии так же были использованы в альбомах Жана Пьера Рампаля.
1995 г. — Сергей делает знаменитую фотографию Иосифа Бродского, которая впоследствии использовалась во многих изданиях стихов поэта.
1996 г. — Представлен Айзеком Стерном Теодору Мэну — руководителю и соучредителю Нью Йоркского театра Сёкл ин зе Свер (Circle In The Square Theare).
Благодаря этому знакомству в сентябре 1996 года Сергей Берменьев снимает серию портретов Голливудского актёра Аль Пачино.
1998 г. — BMG Entertainment выпускает компакт диск Евгения Кисина с фотографиями Сергея Берменьева — (Evgeniy Kissin — Beethoven. Moonlight sonata.Franack. Prelude Choral Et Fugue. Brahms. Paganini Variations.)
1999 г. — Приглашен Мстистлавом Ростроповичем в качестве официального фотографа на музыкальный фестиваль в городе Эвиан (Франция)
2000 г. — открыл фотовыставку и фотографическую студию в Москве.

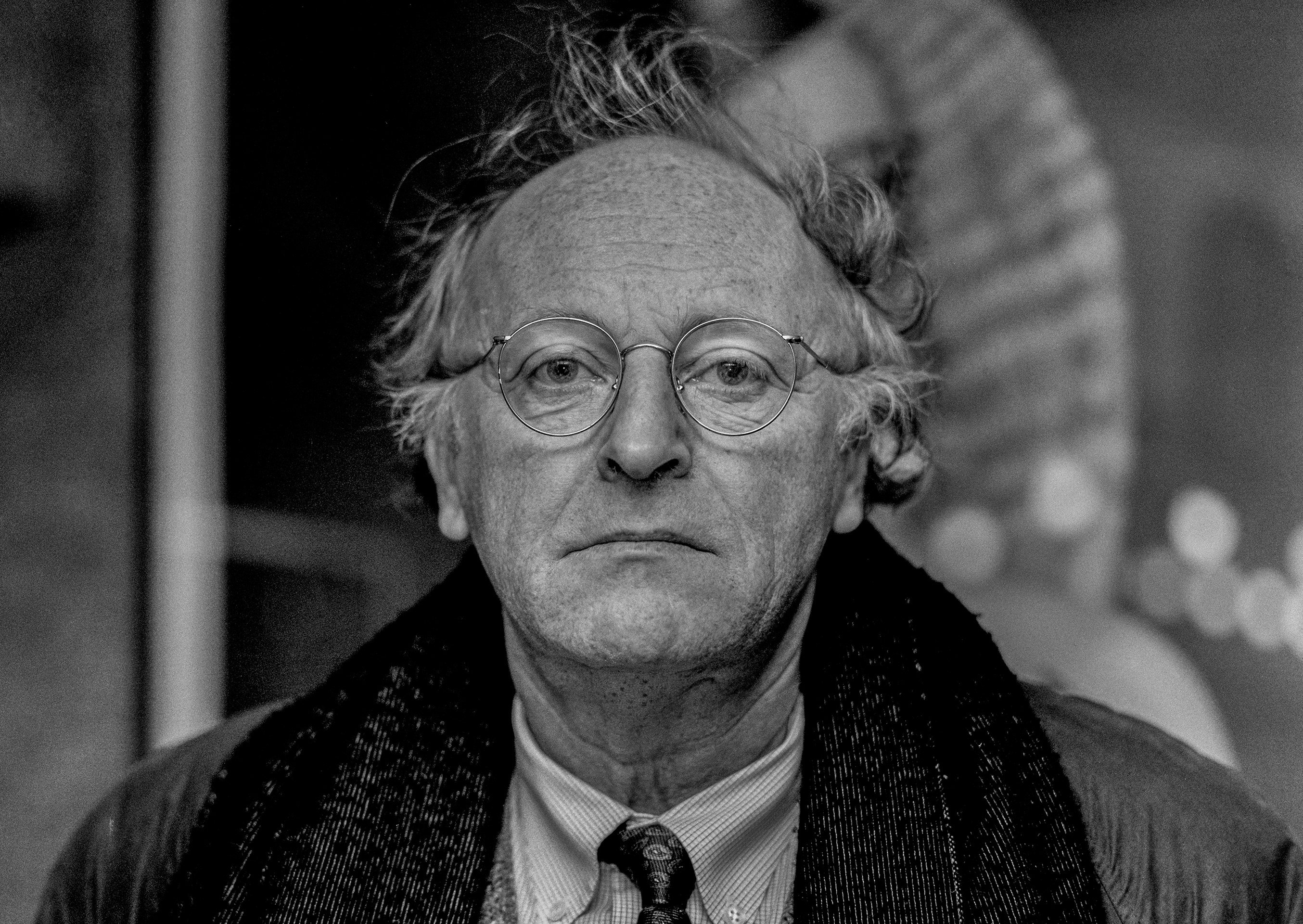
Портрет Иосифа Бродского, сделанный Сергеем Берменьевым в 1995 году

2001 г. — Сергей Берменьев — официальный почетный фотограф на 56-й Генеральной Ассамблее Организации Объединённых Наций в Нью-Йорке по просьбе Генерального секретаря ООН Кофи Аннана.
2002 г. — В Никарагуа была издана марка с портретом Генерального секретаря ООН Кофи Аннана, выполненная по фотографии Сергея Берменьева. Правительство Ганы также выпускает три почтовых марки с портретом Лауреата нобелевской премии мира Кофи Аннана на основе фотографий работы Сергей Берменьева.
2006 г. — Сделаны уникальные[почему?] фотографии выдающегося фотографа XX века — Арнольда Ньюмана.
«Сергей Берменьев — тонкий и уникальный талант, который неоднократно доказывал свои выдающиеся способности в своих фотографиях. Я видел работы Берменьева и был очень впечатлен. Я считаю его талант безграничным.» Арнольд Ньюман , 17 февраля 1999 года
2008 г. — После портрета карикатуриста Бориса Ефимова рождается новый проект «8Stars» (8 звезд) . В ноябре 2008 г. В Центральном выставочном зале «Манеж» совместно с Московским Домом Фотографии с большим успехом проходит выставка «Цой и другие..».
2009 г. — В Венеции и Милане под патронажем супруги Президента Российской Федерации Светланы Медведевой, Фондом социально-культурных инициатив, Дирекцией международных программ и "Культурным Фондом «Национальная Портретная Галерея» проводится выставка «Русская душа Иосифа Бродского в фотографиях Сергея Берменьева», посвященная памяти великого поэта. Экспозицию составили портреты последней фотосессии поэта. Общественный Архив фотографий города Милана получил в дар одну из экспонируемых работ, которая хранится в Музее Сфорцеско.
Сотрудничает как фотограф с журналом «Вестник Донской Митрополии», председателем редакционной которой является Митрополит Ростовский и Новочеркасский Меркурий (Иванов).
Ранее С. Берменьев и Меркурий упоминались совместно в информации о реставрации Свято-Николаевского собора в Нью-Йорке.
2014 г. — Создает портреты Армена Джигарханяна.
2015 г. — Создание портрета звезды советского кинематографа Алексея Баталова и Голивудского актёра Кирка Дугласа.
2018 г. — Сергей Берменьев начинает воплощать в жизнь фотопроект, посвященный знаменитостям и людям, оставившим след в истории современной России. Первыми участие в проекте приняли популярные российские рэп-исполнители, среди которых Face, Pharaoh, Элджей, Смоки Мо, ST, Словетский, 104, Truwer, в том числе российские космонавты Юрий Михайлович Батурин и Олег Иванович Скрипочка, лидер группировки «Ленинград» Сергей Шнуров, а также известный актёр и режиссёр Олег Евгеньевич Меньшиков, звезда российского кинематографа Данила Козловский, актёры театра и кино Кирилл Зайцев и Иван Колесников («Движение вверх», 2017) Работа над фотопроектом продолжается и набирает популярность.
Каталог арт-проекта Immersion, включающий в себя срез культовых[почему?] фотографий, объеденный концептуальным виденьем художника.
В 2020 году в г Пятигорске прошла выставка новых работ Сергея Берменьева.

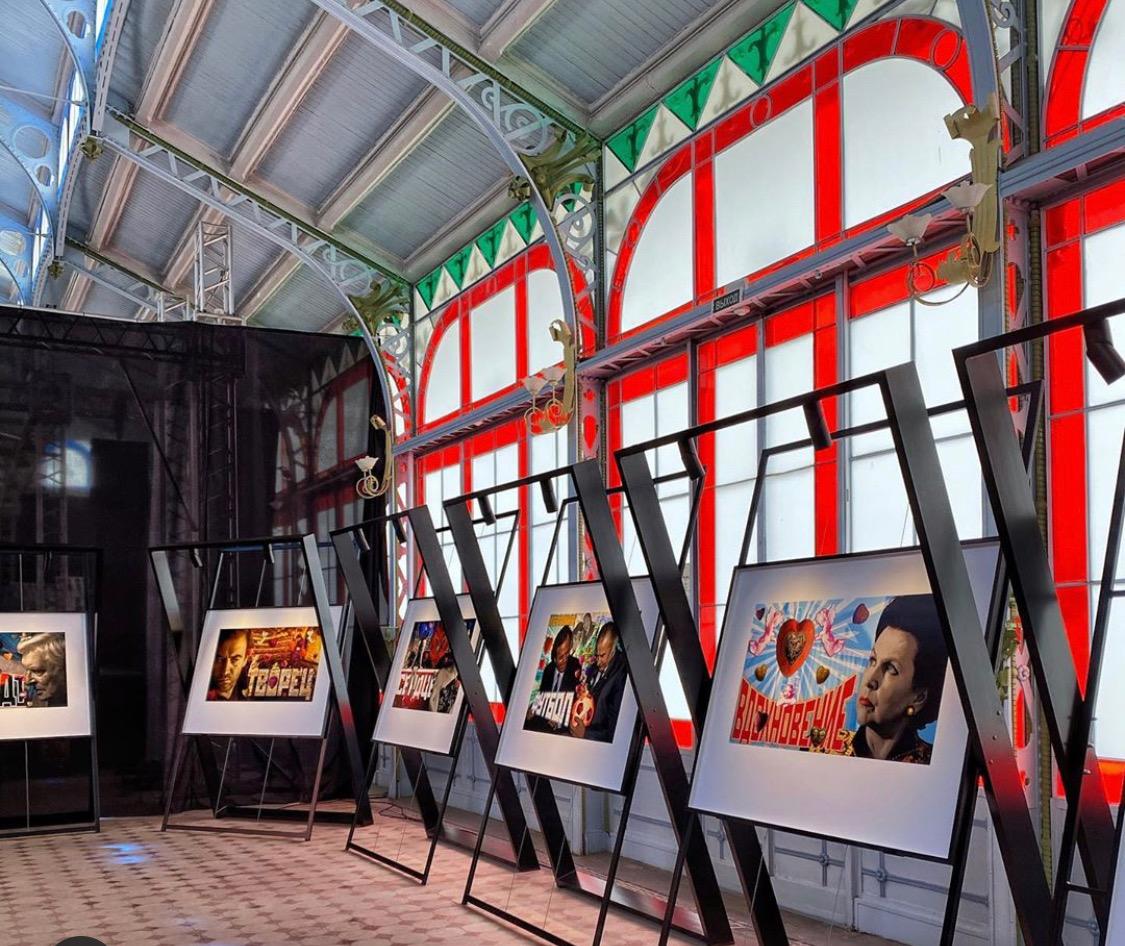
Выставка Сергея Берменьева в г Пятигорске, 2020 год

## Выставки
1. Выставка фотографий в театре Эстрады, г. Москва , 1989 год.
2. Выставка портретов Исаака Стерна, г. Нью-Йорк, США, 1992 год.
3. Выставка фотографий в Московской Городской Думе, г. Москва,1995 год.
4. Выставка фотографий в г. Кольмар (Франция), 1997 год.
5. Выставка «8 by 8. Часть 1» на киностудии Мосфильм, г. Москва, 2007 год.
6. Выставка «8 by 8» в рамках Фотобиеннале-2008 в Новом Манеже, г. Москва, 2008 год[9]
7. Выставка « Цой и другие…» в Центральном выставочном зале Манеж г. Москва 2008 год[10]
8. Выставка « Русская душа поэта Иосифа Бродского в фотографиях Сергея Берменьева» (Венеция, Италия) 2009 год[11]
9. Выставка «8 by 8. Часть 2». г. Москва, 2010 год.
10. Уличная выставка «Звезда по имени Цой» памяти Виктора Цоя на Малой Садовой в г. Санкт-Петербурге 2012 год.[12]
11. Уличная выставка «Страна Победы. Победа страны» на Поклонной Горе (г. Москва) 2015 год.[13]
12. Выставка в Михайловском замке Санкт-Петербурга «Фантомы нашей любви» , 2019 год[14].

## Книги
1. Numero One. (2005 , ISBN 88-901849-0-6)
2. Три дня в Июле. Путин. (2006)
3. Русская душа поэта . Бродский. (2009, ISBN 889018492-2)
4. 8х8. 8 звезд. (2010, ISBN 978-5-88149-393-6)
5. Цой и другие.
6. Звезда по имени Цой. (2012)
7. Страна Победы. (2014, ISBN 978-5-9906009-1-1)
8. Immersion. (2017, ISBN 978-88-940274-9-5)
9. Сны нашей любви (2019)

## Фотографии для книг
1. И так далее… Стихи — Иосиф Бродский[15]
2. Сорос — Майкл Кауфман (Soros — Michael Kaufman)[16]
3. Ночь — Элли Визел (Night- Elie Wiesel)[17]
4. Блюз вокруг меня — Би Би Кинг (Blues All Around me — B.B King)[18]
5. … И море никогда не наполняется — Элли Визел (And the Sea Is Never Full- Elie Wiesel)[19]
6. Безумное желание танцевать — Элли Визел (A mad desire to dance — Elie Wiesel)[20]
7. Беседы с Эли Визелом — Эли Визел, Ричард Д. Хефнер (Conversations with Elie Wiesel — Elie Wiesel & Richard D. Hefner)[21]
8. Дело Распутина — Эдвард Радзинский (The Rasputin File — Edvard Radzinsky)[22]
9. Дело Сондерберга — Эли Визел (The Sonderberg Case — Elie Wiesel)[23]